# 横前町
- 日本 > 愛知県 > 名古屋市 > 中村区 > 横前町
- 日本 > 愛知県 > 名古屋市 > 中川区 > 横前町

横前町（よこまえちょう）は愛知県名古屋市中村区と中川区にある町名。丁番を持たない単独町名である。住居表示未実施。

## 地理
名古屋市中村区の南西部、中川区の北西部に位置し、東に野上町、西に横井、南に川前町、北に八社に接する。

## 歴史
- 1980年（昭和55年）3月9日 - 中村区横井町の一部により、同区横前町として成立[1]。
- 1984年（昭和59年）11月3日 - 中村区野田町の一部を編入する[1]。

## 世帯数と人口
2019年（平成31年）2月1日現在の世帯数と人口は以下の通りである。
| 区     | 町丁   | 世帯数  | 人口  |
| ------ | ------ | ------- | ----- |
| 中村区 | 横前町 | 309世帯 | 614人 |
| 中川区 | 横前町 | 101世帯 | 193人 |
| 計     | 計     | 410世帯 | 807人 |

## 学区
市立小・中学校に通う場合、学校等は以下の通りとなる。また、公立高等学校に通う場合の学区は以下の通りとなる。
| 区     | 番・番地等 | 小学校                 | 中学校               | 高等学校 |
| ------ | ---------- | ---------------------- | -------------------- | -------- |
| 中村区 | 全域       | 名古屋市立八社小学校   | 名古屋市立御田中学校 | 尾張学区 |
| 中川区 | 全域       | 名古屋市立長須賀小学校 | 名古屋市立助光中学校 | 尾張学区 |

## 施設
- 名古屋横前郵便局
- 瓦田公園

1981年（昭和56年）4月1日供用開始。

## その他

### 日本郵便
- 集配担当する郵便局は以下の通りである[WEB 10]。

| 区     | 町丁   | 郵便番号 | 郵便局     |
| ------ | ------ | -------- | ---------- |
| 中村区 | 横前町 | 453-0864 | 中村郵便局 |
| 中川区 | 横前町 | 454-0917 | 中川郵便局 |

### WEB
1. 1 2  “町・丁目(大字)別、年齢(10歳階級)別公簿人口(全市・区別)”.   名古屋市 (2019年2月20日). 2019年2月20日閲覧。
2. 1 2  “郵便番号”.  日本郵便. 2019年2月10日閲覧。
3. 1 2  “郵便番号”.  日本郵便. 2019年2月10日閲覧。
4. ↑  “市外局番の一覧”.   総務省. 2019年1月6日閲覧。
5. ↑  “中村区の町名一覧”.   名古屋市 (2015年10月21日). 2019年2月13日閲覧。
6. ↑  “中川区の町名一覧”.   名古屋市 (2015年10月21日). 2019年2月13日閲覧。
7. ↑  “市立小・中学校の通学区域一覧”.   名古屋市 (2018年11月10日). 2019年1月14日閲覧。
8. ↑  “平成29年度以降の愛知県公立高等学校（全日制課程）入学者選抜における通学区域並びに群及びグループ分け案について”.   愛知県教育委員会 (2015年2月16日). 2019年1月14日閲覧。
9. ↑  “都市公園の名称、位置及び区域並びに供用開始の期日” (2019年5月1日). 2019年11月3日閲覧。
10. ↑  郵便番号簿 平成29年度版 - 日本郵便. 2019年02月10日閲覧 (PDF)

### 書籍
1. 1 2  名古屋市計画局 1992, p. 778.